# انجیرک (اسلام‌آباد غرب)
انجیرک (اسلام‌آبادغرب)، روستایی از توابع بخش مرکزی شهرستان اسلام‌آباد غرب در استان کرمانشاه ایران است.

## حدود ۱۲۰۰ نفر (۲۲۰) خانوار
این روستا در دهستان حسن‌آباد قرار دارد و براساس سرشماری مرکز آمار ایران در سال ۱۳۸۵، جمعیت آن ۶۹۰ نفر (۱۴۷خانوار) بوده‌است.

## مردم
طوایفی از ایل بزرگ زنگنه